# راسل آلن
 راسل آلن (انگلیسی: Russell Allen؛ زادهٔ ۱۹ ژوئیهٔ ۱۹۷۱) یک موسیقی‌دان اهل ایالات متحده آمریکا است. وی از سال ۱۹۹۵ میلادی تاکنون مشغول فعالیت بوده‌است.